# Viscoelasticidad de polímeros
La viscoelasticidad de polímeros es el estudio de las propiedades mecánicas de los polímeros. Un material viscoelástico es un material que presenta tanto propiedades viscosas como elásticas. Es por ello que a los polímeros termoplásticos se les llama de forma común simplemente plástico.
La elongación en estos materiales depende no sólo de la tensión sino que depende del tiempo que ésta es aplicada. Mientras se aplica una tensión constante, la elongación incrementa lentamente, alcanzando un valor máximo de forma exponencial. La base de la explicación de este fenómeno obedece a fricciones internas en el material.

## Elasticidad
En el rango elástico, en el cual es válida la ley de Hooke, la relación entre tensión y elongación es una constante llamada módulo de elasticidad E (también conocido como módulo de Young), es:

{\displaystyle E={\frac {F/A}{\Delta \ell /\ell _{0}}}={\frac {\sigma }{\varepsilon }}}

cuya fórmula general es:

{\displaystyle \varepsilon \ ={\frac {1}{E}}\sigma \ }

Cuando un cable (o una barra) es sometido a extensión (tracción), su incremento en longitud está conectado con un decremento en su sección transversal. El cociente de este cambio de diámetro e incremento de longitud es llamado el coeficiente de Poisson ν. Este es constante (con algunas excepciones) para cada material con rango entre 0.5 (no hay cambio de volumen) y 0 (la sección transversal no cambia).
La característica elástica predomina en materiales sólidos (por debajo de su Tg) y obedece la ley de Hooke. Cuando el polímero está fundido predomina el componente viscoso del material, que obedece la ley de Newton
{\displaystyle \sigma \ =\sigma \,_{ZX}=\eta \ {\frac {\partial V_{Z}}{\partial X}}=\eta \ {\dot {\gamma }}\ }

## Viscoelasticidad general
Viscoelasticidad lineal. Es cuando una función se puede separar en sus componentes de respuesta de creep y carga. Los modelos de viscoelasticidad lineal pueden ser representados por la ecuación de Volterra conectando la tensión y la deformación:

{\displaystyle \epsilon (t)={\frac {\sigma (t)}{E_{0,C}}}+\int _{0}^{t}K(t-\tau ){\dot {\sigma }}(\tau )\ d\tau }

o también

{\displaystyle \sigma (t)=E_{0,R}\varepsilon (t)+\int _{0}^{t}F(t-\tau ){\dot {\varepsilon }}(\tau )\ d\tau }

Donde:
{\displaystyle t\,}, es el tiempo.
{\displaystyle \sigma (t)\,}, es la tensión mecánica.
{\displaystyle \varepsilon (t)\,}, es la deformación o elongación.
{\displaystyle E_{0,C}\,} y {\displaystyle E_{0,R}\,}, son los módulos elásticos longitudinales para el creep y la relajación.
{\displaystyle K(t)\,}, es la función de creep.
{\displaystyle F(t)\,}, es la función de relajación.
La viscoelasticidad lineal tiene un rango de aplicación válido sólo para deformaciones muy pequeñas.
La viscosidad no lineal ocurre cuando las funciones no se pueden separar. Esto ocurre en deformaciones largas, si el material cambia sus propiedades durante la deformación, si los periodos de la deformación son lo suficientemente largos y si ocurre algún otro tipo de relajación.

## Propiedades mecánicas de los materiales viscoelásticos
Los polímeros son clasificados como fluidos no newtonianos, puesto que no obedecen la ley de Newton por completo, 
La viscosidad de corte η se define como el cociente entre la tensión y la tasa de deformación {\displaystyle {\frac {\partial \gamma \ }{\partial t}}}. Por lo tanto:
{\displaystyle \eta \ ={\frac {\sigma \ }{\frac {\partial \gamma \ }{\partial t}}}}
Para un fluido newtoniano, la viscosidad es independiente de la velocidad de corte, y esto no ocurre con los fluidos no-newtonianos. El módulo de corte G se define como la tensión de corte σ con respecto a la deformación γ:
{\displaystyle G={\frac {\sigma \ }{\gamma \ }}}

## Modelos para simular la viscoelasticidad
El estudio de la viscoelasticidad es complejo, por ello los ingenieros se han centrado en modelarlo matemáticamente como un material compuesto, que es tanto un sólido de Hooke y un líquido newtoniano.
Según lo expuesto anteriormente, un sólido que es deformado por un esfuerzo cortante σZX, viene dado por:
{\displaystyle \sigma \ _{zx}={\frac {F}{A}}=G_{\gamma }\ }
mientras que para un líquido es:
{\displaystyle \sigma \ _{zx}={\frac {F}{A}}=\eta \ {\dot {\gamma }}\ }
con η= [Pa s]
Tomando en cuenta los fenómenos de proceso de relajación, como son creep, relajación de estrés y relajación dinámica, el proceso de relajación de Debye y la temperatura de transición vítrea se han desarrollado diversos modelos para describir este comportamiento:

### El modelo de Rouse define
En este modelo se considera una cadena de esferas unidas por resortes, las esferas se ven afectadas por las fuerzas elásticas que los resortes ejercen sobre ellas. Se considera una serie de cadenas gausianas, reemplazadas por estas esferas y resortes, para disminuir la complejidad matemática se considera también que los resortes no se pueden enredar entre sí y que no pueden atorarse con las esferas.
La ecuación de movimiento para este modelo obedece a:
{\displaystyle \zeta \ _{R}={\frac {d{\vec {r}}_{l}}{dt}}=b_{R}({\vec {r}}_{l+1}-{\vec {r}}_{l})+b_{R}({\vec {r}}_{l-1}-{\vec {r}}_{l})}
donde: {\displaystyle {\vec {r}}_{l}} -posición de las esferas- (l = 0,...,NR-1) y {\displaystyle b_{R}={\frac {3{\mathit {k}}T}{a_{R}^{2}}}}
Aplicando las soluciones, se obtiene que en forma general:
{\displaystyle \eta \ \propto n\propto MM} donde n = grado de polimerización y MM = Peso molecular
{\displaystyle \tau \ \propto N^{2}\propto M^{2}}
El modelo de Rouse describe por lo tanto, la dinámica de las cadenas en un estado de fusión y desenredadas, por encima de Tg y Tm. Proporciona una forma aproximada de la forma de la relajación α. No es un modelo muy exacto debido a que no toma en cuenta los enredos de las cadenas, que en procesamientos de altos esfuerzos cortantes como inyección o extrusión suelen modificar el flujo de forma importante.

### Modelo de tubo
El modelo de tubo representa un punto diferente de vista para el análisis del problema de la viscoelasticidad de los polímeros, implica que las moléculas de los polímeros entran a un tubo debido a su movimiento de flujo, tomando en cuenta los enredos de las mismas con otras moléculas y el tubo describe la ruta por la cual esa macromolécula se mueve.
Debido a los impedimentos en la libertad de movimiento, la cadena debe reptar a lo largo del tubo para salir de él y las partes vacías del tubo, por donde la molécula ha dejado de pasar, simplemente dejan de existir.
Se obtiene una constante de difusión D, cuyas proporciones vienen dadas por:
{\displaystyle D\sim {\frac {R^{2}}{\tau \ _{d}}}\sim {\frac {N}{N^{3}}}\sim {\frac {1}{N^{2}}}\sim {\frac {1}{M^{2}}}}

## Relajación viscoelástica
η se define como la viscosidad de corte, mientras que G se define como el módulo de corte y equivale al cambio de estrés contra deformación.
{\displaystyle G={\frac {\sigma \ }{\gamma \ }}}
La viscosidad de cualquier material en la realidad dependen de la temperatura, para su modelaje se necesita aplicar la corrección de la ecuación de Vogel, Fulcher, Tammann, Hesse O (VFTH).
Para el caso de un hule viene dado por: {\displaystyle log(\eta \ )=log(\eta \ _{0})+{\frac {B}{T-T_{0}}}}